# Wiktor Dąbrowski
Wiktor Dąbrowski (ur. 17 lipca 1928 w Bydgoszczy) – polski radca prawny, w młodości lekkoatleta, sprinter.
Ukończył studia na Wydziale Prawa i Administracji UMK w 1952. Był radcą prawnym, bankowcem.
W młodości uprawiał lekkoatletykę. Był mistrzem Polski w sztafecie 4 × 100 metrów w 1946 i 1947 oraz w sztafecie szwedzkiej w 1947.
Był zawodnikiem HKS Bydgoszcz.